# NGC 7647
NGC 7647 (również PGC 71325, PGC 71335 lub UGC 12576) – galaktyka eliptyczna (E), znajdująca się w gwiazdozbiorze Pegaza. Odkrył ją William Herschel 29 listopada 1785. Jest najjaśniejszą galaktyką w gromadzie Abell 2589.
W galaktyce tej zaobserwowano supernową SN 2009hi.